# بتشیتسه (ناحیه چسکه بودیوویتسه)
بتشیتسه (به چکی: Bečice) یک منطقهٔ مسکونی در جمهوری چک است که در شهرستان چسکه بودیوویتسه واقع شده‌است. بتشیتسه ۴٫۴۸ کیلومتر مربع مساحت و ۱۰۸ نفر جمعیت دارد و ۴۴۵ متر بالاتر از سطح دریا واقع شده‌است.